# Oncocnemis punctilinea
Oncocnemis punctilinea là một loài bướm đêm trong họ Noctuidae.